# Ewerton
Ewerton José Almeida Santos (Penedo, 23 maart 1989) is een Braziliaans voormalig voetballer die bij voorkeur als centrale verdediger speelde.

## Clubcarrière
Ewerton werd in het begin van zijn loopbaan door Corinthians (AL) verhuurd an Palmeiras, ASA, Oeste, Sport Recife en SC Braga. In 2012 werd hij verkocht aan het Russische Anzji Machatsjkala. In januari 2015 werd hij voor zes maanden verhuurd aan Sporting CP, dat de centrumverdediger vervolgens definitief overnam voor anderhalf miljoen euro. Sporting CP. Op 9 maart 2015 debuteerde hij in de Primeira Liga tegen FC Penafiel. Eén maand later maakte Ewerton in de bekercompetitie zijn eerste treffer voor de hoofdstedelingen.